# Nicolò Di Carlo

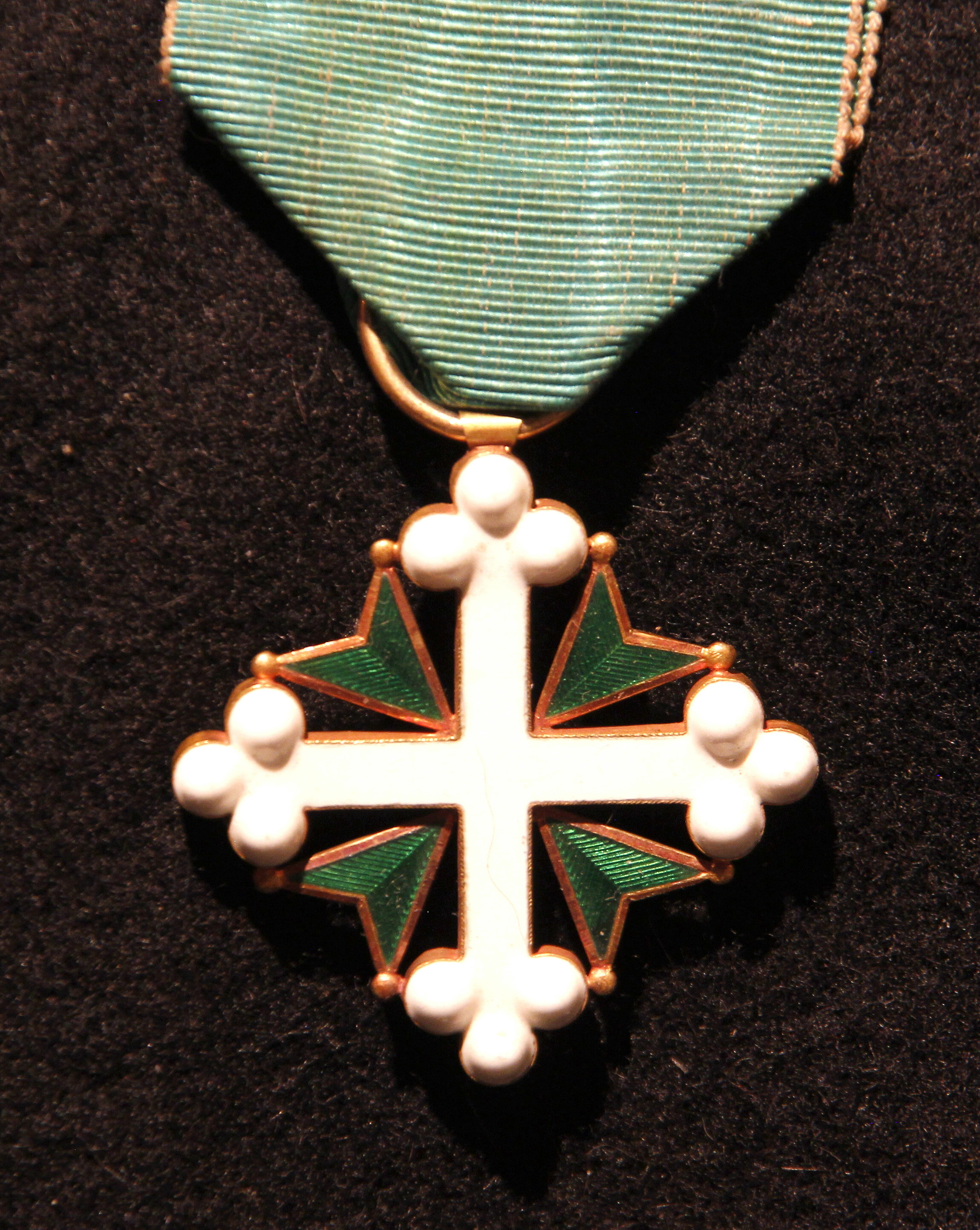
Ridder in de Orde van Sint-Mauritius en Sint-Lazarus

Nicolò Di Carlo (Altofonte, 19 december 1810 – aldaar, 5 juni 1873) was een Rooms priester in het koninkrijk der Beide Siciliën en nadien, na 1860, in het koninkrijk Italië. Hij was hoogleraar Latijnse letterkunde aan de universiteit van Palermo. Di Carlo speelde op Sicilië een rol in de risorgimento of eenmaking van Italië

## Levensloop
Di Carlo stamde af van een vooraanstaande familie in Altofonte, dat destijds de naam droeg van Parco. De familienaam Di Carlo komt overigens terug in verschillende plaatsnamen in Altofonte.
Na zijn priesterwijding werd Di Carlo kanunnik in de kathedraal van Palermo. Aan de universiteit van Palermo verkreeg hij de leerstoel Latijnse taal. Daarnaast was hij docent Oudgrieks aan het priesterseminarie van het aartsbisdom Palermo. 
Ten tijde van het Bourbonregime over de Beide Siciliën werd zijn zus in de gevangenis gegooid. Bij de anti-Bourbonrevolutie in het jaar 1848 koos hij de kant van de opstandelingen. Hij zetelde als parlementslid in het afgescheurde koninkrijk Sicilië (1848-1849). Na het herstel van het Bourbonregime vluchtte Di Carlo in ballingschap. Nadien keerde hij naar Palermo terug.
Van 1860 tot 1861 was hij rector van het priesterseminarie. Hij verkreeg van koning Victor Emanuel II van Italië het ereteken van ridder in de Orde van Sint-Mauritius en Sint-Lazarus. Di Carlo overleed in zijn geboortedorp Altofonte.

## Publicaties
Hieronder volgen publicaties van zijn hand. Ze zijn geschreven in het Italiaans, het Latijn of het Frans.
- Federico II l'aragonese sul trono di Sicilia: canzone greca del sac. Niccolò Di Carlo, tradotta dal medesimo in italiano, Palermo: Reale Stamperia, 1836.
- Versi latini ed iscrizioni/ del sac. Niccolo Di Carlo, Palermo: Tipografia e legatoria Roberti, 1838.
- Il Petrarca fra le rovine del Campidoglio o La rigenerazione di Roma e la moderna civiltà: canti 8. / del sac. Niccolò Di Carlo, Palermo: dalla Stamperia Oretea, 1840.
- Silva De pulcherrima Altifontis Vicinia, locorumque adjacentium situ amoenissimo, Parco, 1841.
- Memoria pel concorso alla Cattedra di eloquenza e letteratura italiana nella Università di Palermo scritta in ore 21 nel di 4 gennaio 1842 e pubblicata secondo i nuovi regolamenti dal sac. Niccolò Di Carlo, Palermo: Tipografia e legatoria Roberti, 1842.
- Per la solenne consacrazione di monsignor D. D. Domenico Cilluffo, Arcivescovo di Adana: canti 3 del sac. Niccolò Di Carlo, Palermo: poligrafia Empedocle, 1842.
- Litterarium trium candidatorum certamen de eloquentiae ac poesiae latinae obtinendo magisterio in Panormitana studiorum universitate initum kalendis junii 1843 / poetice enarrabat sac. Nicolaus Di Carlo, Panormi: tipografia F. Lao, 1843.
- De latinis oratoribus quinto idus junias anno 1843 ex tempore disserebat / sac. Nicolaus Di Carlo, Panormi: ex officina libraria F. Lao, 1843.
- Nonum Antonii Comaschi volatum Panormi confectum postridie idus julii 1843, poetice enarrabat sac. Nicolaus Di Carlo, Panormi: F. Lao, 1843.
- Aliquot suas inscriptiones vel adhuc ineditas vel singulatim excusas edendas / curavit nonnulis additis carminibus sac. Nicolaus Di Carlo, Panormi: F. Lao, 1843.
- Sur l'heureux départ de Palerme le 16 mars 1846 d'Alexandre, impératrice de toutes les Russies: petit poeme latin de l'ab. Nicolas Di Carlo / avec une traduction en prose française, Palerme: chez F. Lao, 1846.
- Alexandrae P. F. A. Moschorum imperatricis faustum Panormo digressum postridie idus Martias an 1846 auspicato initum poetice enarrabat sac. Nicolaus Di Carlo, Panormi: tipografia F. Lao, 1846.
- Versi latini, iscrizioni, orazioni, versi greco-latini, e greco-italiani con un elogio di Giuseppe Saitta / del sac. Nicolò Di Carlo, Palermo: stamperia del Morvillo, 1849.
- Opere di Niccolò Di Carlo, Palermo: dalla stamperia del Morvillo, 1849.
- Nei funerali del Card. Ferdinando M. Pignatelli, Arcivescovo di Palermo / inscrizioni di Niccolò Di Carlo, Palermo, 1853?
- Per le esequie della signora Vittoria Alliata e Stagno dei duchi di Saponara, marchesa di Collalto, morta il di 29 aprile del 1854: iscrizioni di Niccolò Di Carlo. Palermo: stamperia D. Maccarrone, 1854.
- Per le esequie del p. d. Giuseppe M. D'Agostino: elogio funebre / scritto e recitato da Niccolò Di Carlo. Palermo: tipografia Morvillo, 1854.
- A Raffaello Politi: pittore, architetto, archeologo: siracusano in Girgenti: stanze liriche in metro libero di Niccolò Di Carlo. Palermo, dopo il 1856.
- Carattere primitivo del sotterraneo della Cattedrale di Palermo, stato presente di esso: idee del professore Niccolò Di Carlo. 1869.
- Nelle esequie di monsignor G. B. Naselli: iscrizioni di Niccolò Di Carlo. Dopo il 1870.
- L'Italia / di Niccolò Di Carlo, Palermo: stab. tip. di F. Lao.

## Eerbewijzen
Een buste van Di Carlo bevindt zich aan de faculteit Rechtsgeleerdheid in Palermo, destijds het priesterconvent van de Theatijnen. Deze buste is vervaardigd in het jaar 1896. Een straat in Palermo draagt zijn naam.